# Đuba
Đuba (italsky Giubba) je malá vesnice a přímořské letovisko v Chorvatsku v Istrijské župě, spadající pod opčinu města Umag. Nachází se asi 3 km jihovýchodně od Umagu. V roce 2011 zde žilo 115 stálých obyvatel, což je nárůst oproti roku 2001, kdy zde žilo 86 obyvatel v 28 domech.
Sousedními vesnicemi jsou Križine a Seget, sousedním městem Umag.

## Historie
Až do územní reorganizace v Chorvatsku byla Đuba součástí staré opčiny města Buje. Jako nezávislé sídlo existuje od sčítání lidu z roku 2001. Vznikla odtržením od vesnice Seget.